# Étienne-Jean Delécluze
Étienne-Jean Delécluze, né le 26 février 1781 à Paris et mort le 12 juillet 1863 à Versailles, est un peintre et critique d’art français.

## Biographie
Fils de Jean-Baptiste, architecte connu pour sa contribution à l’hôtel de Salm, Delécluze est devenu, à partir de 1797, à 16 ans, l’élève de David. Il a décrit dans ses Mémoires, en 1855, l’atelier où se fit son apprentissage pendant trois à quatre ans. Au nombre des élèves favoris de celui-ci, il a été le seul invité au dernier repas que celui-ci a pris en France, en 1816, avant son départ en exil pour Bruxelles pour cause de régicide. L’ouvrage Louis David, son école et son temps décrivant sa carrière et son école, qui en est sorti en 1855, est encore considéré comme un ouvrage de référence.
Principalement peintre d’histoire, peu de ses tableaux ont été conservés. Il a exposé avec un certain succès, notamment au Salon, de 1808 à 1814. Peu après, il renonce à ses ambitions artistiques pour se consacrer au roman, l’histoire de la Renaissance et la critique théâtrale et artistique. Chargé de la critique des œuvres d’art dans le Lycée Français, il est ensuite passé au Moniteur universel et de là, en 1822, au Journal des débats politiques et littéraires, dirigé par les frères Bertin, et dont il a été pendant plus de quarante années le collaborateur infatigable. Outre ces publications, il a également fourni pendant des décennies des articles à l’Artiste, la Gazette des beaux-arts, la Revue des deux mondes, la Revue française et la Revue de Paris. Il sera un auteur prolifique. Sainte-Beuve a placé son Justine de Liron, « un roman vrai comme la vie et surprenant comme la réalité », histoire d’amour très originale, au rang des meilleures études de la passion féminine.
Dans les années 1820, il reçoit le dimanche à deux heures dans le « grenier » de son domicile du 1 rue Chabanais, des artistes, des peintres et des architectes comme : Ludovic Vitet, Sainte-Beuve, Stendhal, Prosper Mérimée, Paul-Louis Courier, etc. qui y conçoivent un « romantisme réaliste » qui cherche un compromis avec le classicisme et s’oppose à l’emphase hugolienne. Mérimée et Stendhal y testent leurs premières œuvres.

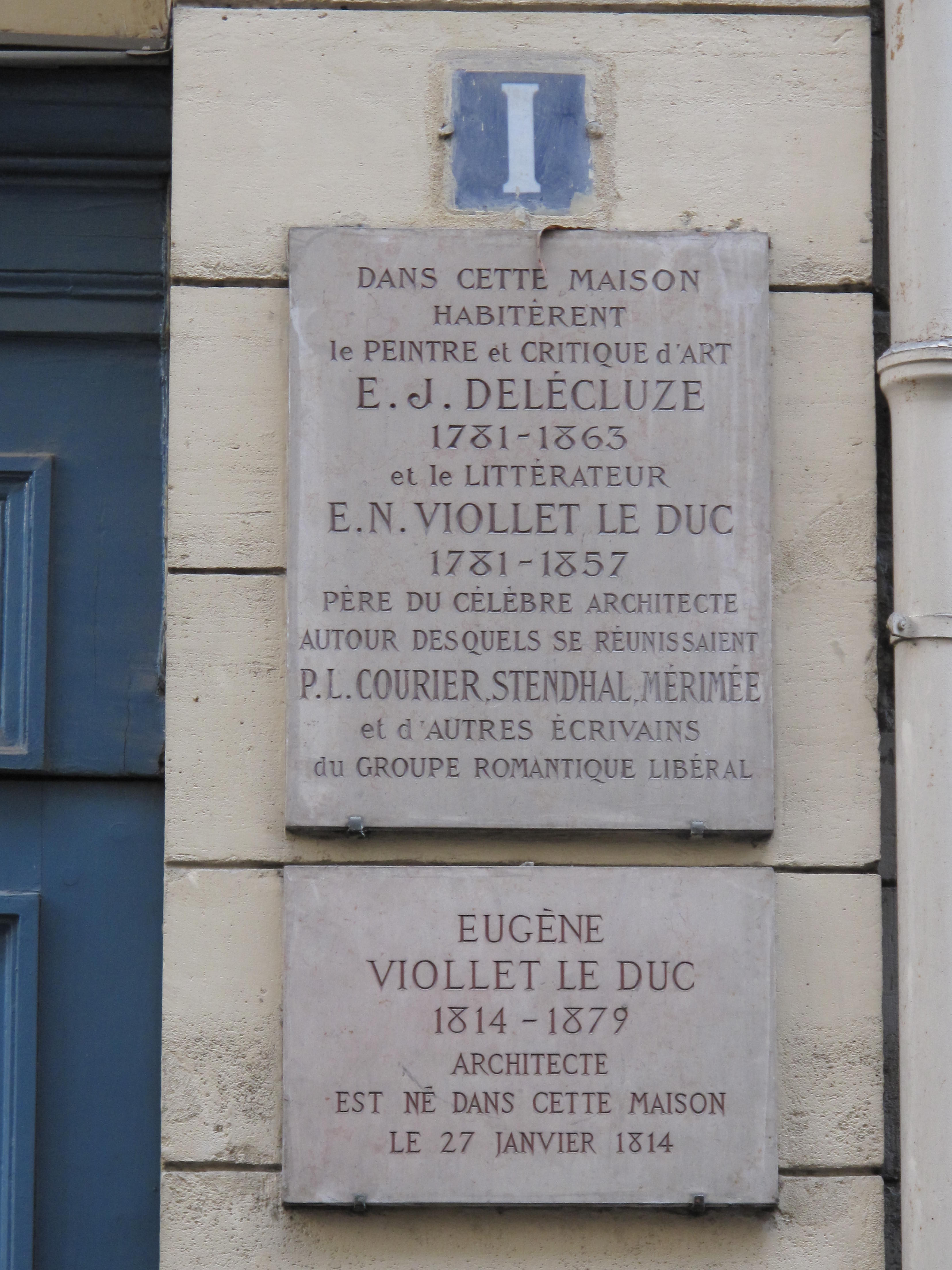
Plaque au 1 rue Chabanais à Paris.

Défenseur d’Ingres, il reconnait, en 1833 dans le Journal des débats au peintre romantique Paul Huet, dont la Vue générale de Rouen de Paul Huet a été récompensée par une médaille au Salon de la même année, « de grands efforts », mais lui reproche « de poursuivre la vérité avec trop d’acharnement », mais surtout de « négliger absolument le dessin ».
Il figurait au nombre des vingt-six membres résidents du Comité historique des arts et monuments, organisme officiel créé en 1840 sous l’égide du ministre de l’Intérieur François Guizot.
Fréquentant le salon de Juliette Récamier, il y a rencontré le tout-Paris littéraire, entre autres Honoré de Balzac dont la réputation d’écrivain commençait à prendre de l’ampleur. Il en rend compte dans Souvenirs de soixante années.
Il était l’oncle de l’architecte Eugène Viollet-le-Duc dont il a été le premier professeur de dessin.

## Distinctions
- Chevalier de la Légion d'honneur (1838)

## Œuvres passées en vente publique
- Le 15 décembre 2006, Me Jean-Marc Delvaux a présenté en vente aux enchères, salle 5, de l’hôtel Drouot, un album de dessins de Delécluze, no 72 du catalogue, intitulé Voyage en Italie, 1823-24, Angleterre, 1826.
- Le 22 juin 2010, chez Sotheby’s, Paris, un album de dessins et un carnet de Delécluze, nº 81 du catalogue : Album de 72 vues d’Auvergne et Carnet des explications des dessins faits en Auvergne en 1821 (achat musée d'art Roger-Quilliot, Clermont-Ferrand).

## Publications partielles

### Fiction
- Mademoiselle Justine de Liron et le mécanicien roi : nouvelles, Paris, Charles Gosselin, 1832, 297 p., in-8º (lire en ligne sur Gallica).
- Romans, contes et nouvelles : Mademoiselle Justine de Liron - Dona Olympia - La Première Communion - Le Mécanicien Roi - Flavie - Syligaitha - Ginévra  (Nouvelles éditions, revues et corrigées), Paris, Gervais Charpentier, 1846, p. xx-589, 19 cm (lire en ligne sur Gallica).

### Critique
- Florence et ses vicissitudes : 1215-1790  (avec une carte de Florence et neuf portraits de célèbres Florentins), Paris, Charles Gosselin, 1837, 2 vol. (lire en ligne), « t. 2 ».
- David, son école et son temps, Paris, Didier (1re éd. 1855), iv, 446, 46 (OCLC 889395932, lire en ligne sur Gallica).
- François Rabelais, 1483-1553, Paris, H. Fournier, 1841, 78 p., in-8º (OCLC 12394514, lire en ligne sur Gallica).
- Grégoire VII, saint François d’Assise, saint Thomas d’Aquin, Paris, Labitte, 1844, 2 vol.
- Roland ou la chevalerie, Paris, Labitte, 1845.
- Souvenirs de soixante années, Paris, Michel Lévy, 1862, 551 p., in-18 (lire en ligne sur Gallica).
- Les Beaux-arts dans les deux mondes en 1855, Paris, Gervais Charpentier, 1856, xii-432, in-18 (lire en ligne sur Gallica).
- Les deux Prisonniers de Windsor : Charles d’Orléans et Jacques Ier d’Écosse, Paris, P.-A. Bourdier, 1860, 56 p., in-8º (lire en ligne sur Gallica).
- Exposition des artistes vivants, 1850, Paris, Comon, 1851, 288 p., in-8º (lire en ligne sur Gallica).
- Guillaume-Stanislas Trébutien, éd., Journal 1824-1828, Paris, 1844 (OCLC 1103272299, lire en ligne).
- Voyage en Auvergne

### Traductions
- Dante Alighieri, La Vie Nouvelle, Paris (lire en ligne sur Gallica).
- Luigi da Porto, Roméo et Juliette : nouvelle traduite en français et suivie de quelques scènes traduites de la Juliette de Shakspeare, Paris, Sautelet, 1827, xii-227, in-12 (lire en ligne sur Gallica).
- Dante Alighieri : ou, la poésie amoureuse, Paris, A. Delahays, 1854, 2 vol. ; 19 cm (lire en ligne), « t. 2 ».